# Laurenan
Laurenan (bret. Lanreunan) – miejscowość i gmina we Francji, w regionie Bretania, w departamencie Côtes-d’Armor.
Według danych na rok 1990 gminę zamieszkiwało 791 osób, a gęstość zaludnienia wynosiła 26 osób/km² (wśród 1269 gmin Bretanii Laurenan plasuje się na 671. miejscu pod względem liczby ludności, natomiast pod względem powierzchni na miejscu 270.).